# 邯安城际公交
邯安城际公交，又名邯郸安阳公交，线路903路。是河北省邯郸市和河南省安阳市之间的城际公交，途径磁县、冀南新区。这是河北省南部地区第一条城际公交线路，也是河北省城际公交的试点线路。由河北省邯郸万合运营。